# DVD-Audio

DVD-Audio-Logo

DVD-Audio ist ein auf der DVD basierendes Datenformat für Audiodaten, das hauptsächlich zur Wiedergabe von hochauflösender Musik in Raumklang dient. Es galt als ein Nachfolger der Audio-CD (Compact Disc) und ist neben DVD-Video eines der vom DVD Forum entwickelten Formate für Unterhaltungselektronik.

## Aufbau der DVD-Audio

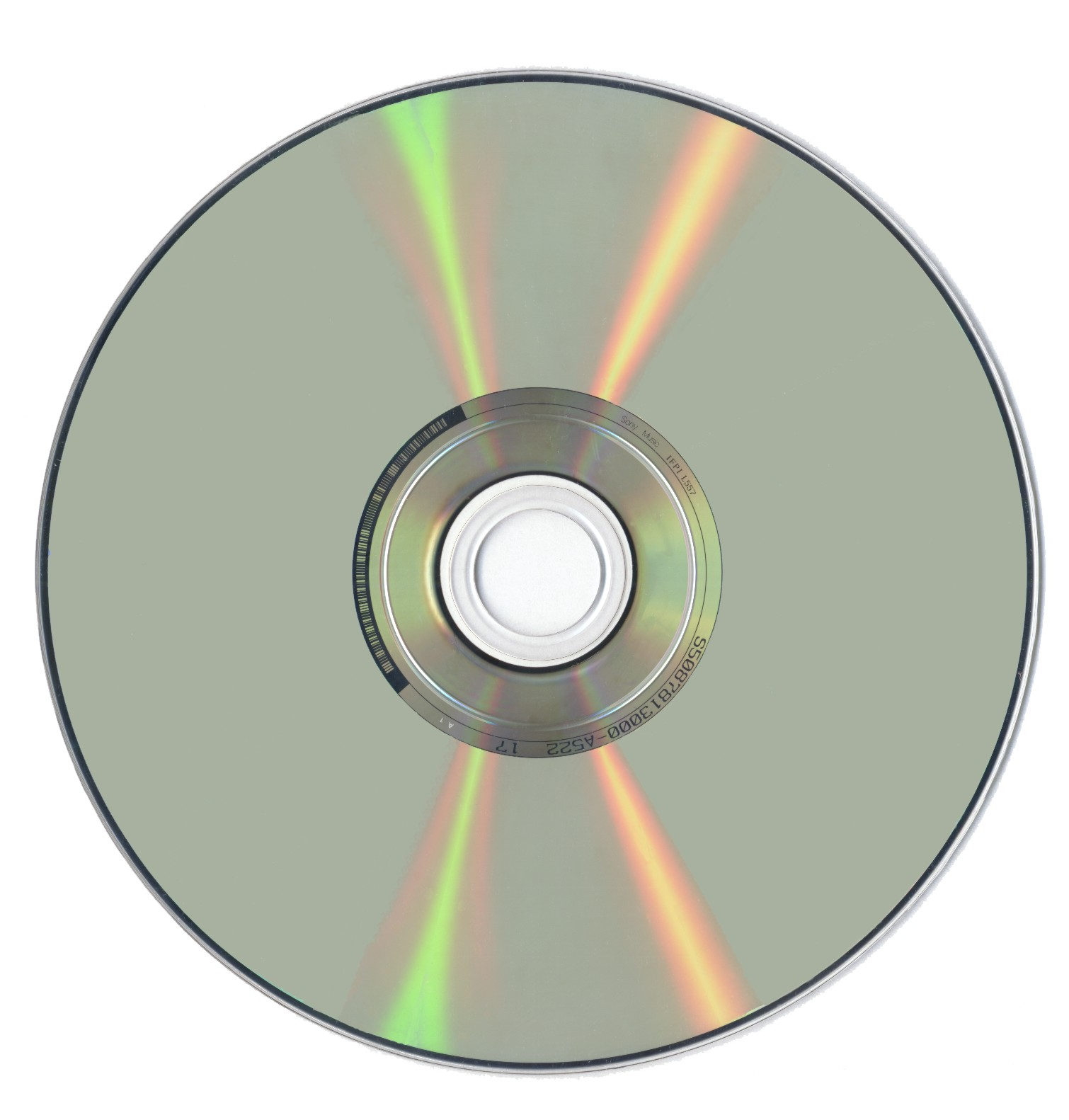
DVD-Audio und DVD-Video basieren beide auf der DVD-ROM und sind optisch nicht zu unterscheiden (von unten).

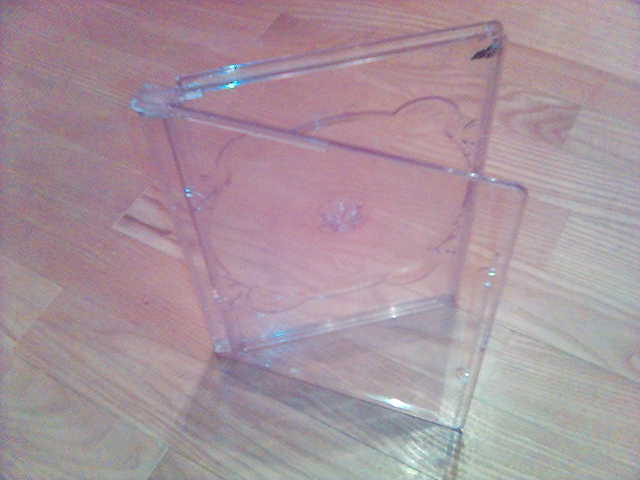
DVD-Audios werden in einem speziellen Super-Jewelcase angeboten.

Eine DVD-Audio ist eine DVD-ROM, die in einem speziellen Unterverzeichnis (AUDIO_TS) Dateien mit einer vorgegebenen Struktur (AOB-Dateien) enthält und auf einem DVD-Audio-Spieler abgespielt werden kann. Diese Dateien enthalten neben verlustfrei komprimierten Audiosignalen auch Standbilder.

## Vergleich zwischen DVD-Video und DVD-Audio
| Eigenschaft                                       | Video Logo                                         | Audio Logo                     |
| ------------------------------------------------- | -------------------------------------------------- | ------------------------------ |
| Markteinführung                                   | 1996                                               | 2000                           |
| Auflösungen (bit)                                 | 16, 20, 24                                         | 16, 20, 24                     |
| Abtastfrequenzen (kHz)                            | 48; 96                                             | 44,1; 48; 88,2; 96; 176,4; 192 |
| Maximale diskrete Kanäle                          | theoretisch 8 (LPCM) faktisch 7 (DTS-ES)           | 6                              |
| Tonformate                                        | LPCM (verlustfrei), MPEG-Audio, Dolby Digital, DTS | LPCM, MLP                      |
| Audio, nicht komprimiert                          | Ja (LPCM)                                          | Ja (LPCM)                      |
| Audio, verlustfrei komprimiert                    | Nein                                               | Ja (MLP)                       |
| Audio, verlustbehaftet komprimiert                | Ja (MPEG-Audio, Dolby Digital, DTS)                | Nein                           |
| Audiodatenrate (Mbit/s)                           | 6,144 (62 %)                                       | 9,8 (100 %)                    |
| Stereo-Downmix                                    | ■ □ □                                              | ■ ■ ■ (SMART)                  |
| Bewegtbilder                                      | Ja                                                 | Nein                           |
| Standbild-Galerie (pro Titel, für Liedtexte etc.) | Ja, als Video (weniger effizient)                  | Ja, direkt als Standbilder     |
| Untertitel                                        | Grafikoverlays                                     | Kodiert                        |
| Regionalcode                                      | Ja, 1–8                                            | Nein 1)                        |
| Kopierschutzmechanismen                           | CSS                                                | CPPM, digitales Wasserzeichen  |

1) Wegen der Standbilder gibt es aber NTSC- und PAL-Varianten.

## Spieldauer
| Tonspur           | Eignungsbeispiele                | DVD-5 (einschichtig, einseitig) | DVD-5 (einschichtig, einseitig) | DVD-9 (zweischichtig, einseitig) | DVD-9 (zweischichtig, einseitig) |
| Tonspur           | Eignungsbeispiele                | LPCM                            | MLP 1)                          | LPCM                             | MLP 1)                           |
| ----------------- | -------------------------------- | ------------------------------- | ------------------------------- | -------------------------------- | -------------------------------- |
| 16 bit / 44,1 kHz | Hörbücher (384 kbit/s)           | 14:45 h                         | 29:30 h                         | 26:45 h                          | 53:20 h                          |
| 16 bit / 44,1 kHz | CD-Kompilationen (768 kbit/s)    | 7:20 h                          | 14:45 h                         | 13:20 h                          | 26:40 h                          |
| 24 bit / 48 kHz   | Soundtracks (3,76 Mbit/s)        | 90 min                          | 3:00 h                          | 2:40 h                           | 5:25 h                           |
| 24 bit / 192 kHz  | Restaurierungen (ca. 5,2 Mbit/s) | 65 min                          | 2:15 h                          | 2:00 h                           | 4:05 h                           |
| 24 bit / 96 kHz   | Studioalben (ca. 7,8 Mbit/s)     | 2)                              | 90 min                          | 2)                               | 2:40 h                           |

Daneben gibt es selten auch DVD-10 (einschichtig, zweiseitig mit HDAD), DVD-14 (einschichtig auf Seite A, zweischichtig auf Seite B) und DVD-18 (zweischichtig, zweiseitig).

## Kanalkombinationen
Aufgrund der maximalen Datenrate einer DVD von 9,8 Mbit/s ergeben sich bei vollständiger Ausnutzung der Abtastrate durch die einzelnen Kanäle folgende maximalen Kanalanzahlen:
| Abtastfrequenz | Auflösung | Auflösung | Auflösung |
| -------------- | --------- | --------- | --------- |
| Abtastfrequenz | 16 bit    | 20 bit    | 24 bit    |
| 44,1 kHz       | 6         | 6         | 6         |
| 48,0 kHz       | 6         | 6         | 6         |
| 88,2 kHz       | 6         | 5         | 4         |
| 96,0 kHz       | 6         | 5         | 4         |
| 176,4 kHz      | 3         | 2         | 2         |
| 192,0 kHz      | 3         | 2         | 2         |

| Abtastfrequenz | Auflösung | Auflösung | Auflösung |
| -------------- | --------- | --------- | --------- |
| Abtastfrequenz | 16 bit    | 20 bit    | 24 bit    |
| 44,1 kHz       | 6         | 6         | 6         |
| 48,0 kHz       | 6         | 6         | 6         |
| 88,2 kHz       | 6         | 6         | 6         |
| 96,0 kHz       | 6         | 6         | 6         |
| 176,4 kHz      | 6         | 5         | 4         |
| 192,0 kHz      | 6         | 5         | 4         |

## Optionale Funktionen
- Das oben schon erwähnte Meridian Lossless Packing (MLP) zur verlustfreien Kompression
  - ermöglicht hohe Spielzeiten (etwa für Hörbücher), obwohl Datenreduktion à la DD oder dts fehlt.
  - ist notwendig für alle Modi, deren unkomprimierte Datenrate sonst oberhalb 9,8 Mbps liegt.
  - und die Zukunftsaussichten der DVD-Audio: Die HD-DVD benutzt Dolby TrueHD (ein MLP-Derivat) als obligatorisches verlustfreies Tonformat. Demzufolge muss sich ein TrueHD-Decoder in jedem zertifizierten HD-DVD-Player befinden. Dies ist ähnlich wie bei AC-3 und LPCM auf der DVD-Video, dort muss jeder DVD-Video-Player diese „Pflichtformate“ beherrschen (in Europa kommt sogar MPEG-2 Audio hinzu). Folglich wären HD-DVD-Geräte prädestinierte DVD-A-Spieler, vorausgesetzt, dass die Hersteller dieses Zusatzmerkmal ermöglichen.
- Kopierschutz: Inhalte auf einer DVD-Audio, das heißt alles im AUDIO_TS Ordner, können nach Wahl des Herausgebers durch mehrere digitale Kopierschutzmechanismen vor unerwünschter Verbreitung und Vervielfältigung geschützt werden.
  - Als äußere Schutzschicht wird das CPPM-Verfahren (Content Protection for Pre-Recorded Media) des 4C (einem Konsortium bestehend aus IBM, Intel, MEI and Toshiba) verwendet. Player und Disc tauschen 56-bit-Schlüssel aus, um sich aufs Abspielen zu einigen. Zusätzlich wird anhand einer schwarzen Liste, die sich auf dem Medium befindet, geprüft, ob die „Player ID“ nicht bereits kompromittiert wurde. Ist dies der Fall, so erfolgt keine Wiedergabe. Ursprünglich war für diesen Einsatz CSS II vorgesehen; nach Auftauchen des Computerprogramms DeCSS verwarf man jedoch diese Pläne und nahm lieber einen verzögerten Produktstart im Jahre 2000 in Kauf, um eine bessere Methode zu finden. Zwischenzeitlich soll auch CPPM als „geknackt“ gelten.
  - Den Innenschutz bildet ein digitales Wasserzeichen der Firma Verance. Hierzu befinden sich unhörbare Zusatzinformationen im Audiostream, um vor allem analoges Kopieren zu beeinträchtigen.

Die Verwendung von beiden oder auch nur einer Kopierschutzoption ist auch bei industriell gefertigten DVD-Audios nicht zwingend.
Wie auf einer CD (und DVD-Video) sind auch auf einer DVD-Audio Daten außerhalb der Verzeichnisse AUDIO_TS und VIDEO_TS für Computernutzung speicherbar. Eine Möglichkeit ist es, die Audiodaten datenreduziert in einer so genannten Compressed Zone DRM-geschützt abzuspeichern.

## CD-DA und DVD-A auf einer Disk

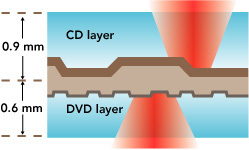
Aufbau einer DualDisc.

Bei der so genannten Flip Disc (Dual Disc) handelt es sich um ein Sandwich aus einer herkömmlichen Audio-CD und einer DVD-Audio; die meisten sind jedoch CD-DA / DVD-V Kombinationen. Diese Scheiben sind allerdings wegen zu großer Dicke (1,2 mm + 0,6 mm) nicht standardkonform. Das führt zu Problemen bei Geräten, welche die CD auf der Laserseite einspannen.
Denkbar ist auch eine Version, die eine für rotes Licht durchlässige Schicht in 0,6 mm Tiefe für DVD-A-Spieler und eine voll reflektierende in 1,2 mm Tiefe für CD-Spieler hat. Probleme bekommt man aber bei DVD-Video-Playern, die erst die DVD-Schicht suchen und dort nichts finden.
Auf diesem Prinzip beruht die hybride Super Audio-CD als Konkurrenz.

## Vorteile und Nachteile zur Audio-CD
| CD                         | DVD5   | DVD9  | DVD10 | DVD18 |
| PCM 16 bit 44,1 kHz Stereo | LPCM   | LPCM  | LPCM  | LPCM  |
| -------------------------- | ------ | ----- | ----- | ----- |
| 80 min                     | ≈7 h   | ≈12 h | ≈14 h | ≈24 h |
| 80 min                     | MLP 1) |       |       |       |
| 80 min                     | ≈14 h  | ≈24 h | ≈28 h | ≈48 h |

Bei Stereoaufnahmen sind praktisch keine klanglichen Unterschiede zwischen einer hochwertig produzierten herkömmlichen CD und einer DVD-Audio zu hören, so dass aus diesen Gründen die Bevorzugung von DVD-Audios gegenüber CDs nicht begründet werden kann.

### Nachweisbare technische Vorteile
- längere Spielzeit als die der CD-DA
- diskrete verlustfreie Mehrkanaltechnik möglich
- Die Urfassung des RedBook Standards erlaubt zwar Quadrophonie, allerdings existiert diese diskrete Vierkanaloption nur auf dem Papier, da weder solche Medien noch Geräte erschienen sind. Dolby Surround, Dolby PL I, II und IIx geben zwar einen ersten Geschmack auf mehr Kanäle, sind aber matrixkodiert. Wirklich diskrete Mehrkanaltauglichkeit wurde auf der CD erst Mitte der 1990er mit DTS erreicht. DTS-CDs sind zwar weitestgehend RedBook-konform, jedoch verlustbehaftet, weil nicht PCM zum Einsatz kommt. Es ist ein zusätzlicher DTS-Decoder erforderlich, der in handelsüblichen CD-Playern nicht vorhanden ist, dafür in den meisten handelsüblichen DVD-Playern. Bei ausreichend hohen Bitraten (z. B. 1536 kbps) ist die Spielzeit einer DTS-CD kleiner als die einer normalen CD-DA (1441 kbps).
- DVD-Audio hat eine höhere Bandbreite (bis zu 85 kHz) und einen besseren Dynamikbereich (theoretisch bis zu 147 dB) als die Audio-CD. Ob dies zu hörbaren Unterschieden gegenüber der Audio-CD führt, wird zum Teil angezweifelt, da die Aufzeichnungsmöglichkeiten der DVD-Audio jenseits der Grenzen des menschlichen Gehörs sowie üblicher Mikrofone und Lautsprecher liegen.
- (noch) keine nachträglich entwickelten, standardwidrigen Kopierschutzmethoden wie bei der Audio-CD, die grobe Kompatibilitätsprobleme betreffend die Abspielfähigkeit oder -qualität eines Mediums verursachen können.

### Praktische Vorteile
- sinnvollere Portabilität

nach Fassungsvermögen
portable DVD-Audio-Player im Notebook Format oder gar DVD-A-Soundsysteme in Automobilen (Acura). So ließe sich beispielsweise in einem Fahrzeug gleich auf ein Dutzend Audio-CDs zugunsten einer DVD-Audio verzichten – CD-Wechslersysteme wären also obsolet.
nach Größe
Bildhaft gesprochen passt auf eine 8 cm DVD-A eine 12 cm CD-A gleich zweifach. Mini-Scheiben (8 cm) sind als DVD-Audio quasi nicht existent, da es keine portablen Abspielgeräte im Sinne eines DVD-A tauglichen Discmans/Walkmans gibt, wofür die Mini-Scheiben wohl am ehesten prädestiniert wären.
bessere Integration von Computerdaten
Die DVD-A benutzt das gleiche Dateisystem wie die DVD-V und DVD-ROM, nämlich UDF. Folglich gibt es keine Probleme wie einst bei der Mixed-Mode-CD, wo der erste Track Computerdaten und alle weiteren Tracks Audiodaten enthielten. Diese einsitzige Art der Aufzeichnung verursachte bei frühen CD-Spieler-Modellen häufig Tonprobleme, da sie versuchten, auch den Datentrack abzuspielen. Das Manko wurde mit der multisession-fähigen Enhanced CD/CD-EXTRA gelöst, hierbei sitzt der Datentrack in einer zweiten Session und ist für CD-Audio Spieler „unsichtbar“, da diese nur die erste Sitzung mit den Audiodaten lesen.
einfache Archivierung von CD-Audio-Material
Da bei der DVD-A ebenfalls PCM zum Einsatz kommt, sind DVD-A Archivierungskopien von Audio-CDs nicht nur platz- und kostensparender, sondern auch ökologisch sinnvoller als wiederum CDs zu benutzen. Anzumerken wäre, dass selbst Erweiterungsfinessen wie DTS-CDs (Mehrkanal-CDs) oder HDCDs (Pseudo-20-bit-CDs) auf einer DVD-A intakt bleiben und mit den nötigen Decodern auch wieder abgespielt werden können.
DVD-A-Spieler sind eigentlich immer universelle DVD-Spieler
Das bedeutet: DVD-Vs als auch CD-As können abgespielt werden. Es gibt DVD-A-Player, die auch SACDs abspielen können (Pioneer, Denon, Oppo) als auch DVD-V-Player, die SACDs annehmen, aber keine DVD-As (Philips, Sony).

### Nachteile
- erfordert spezielle Abspielgeräte, die wesentlich seltener als CD-Spieler sind
- vollständige Bedienung eines DVD-A-Spielers erfordert häufig einen Fernseher
- vollständiger Hörgenuss einer DVD-A erfordert meistens auch einen neuen Verstärker bzw. Receiver, aufgrund folgender Situation:

|               | analog       | analog                           | digital      | digital                  | digital |
| ------------- | ------------ | -------------------------------- | ------------ | ------------------------ | ------- |
| 2× Cinch      | 6× Cinch     | S/PDIF 1) (koaxial oder optisch) | Firewire     | HDMI 2) (ab Version 1.1) |         |
| DVD-Audio 2.0 | ausreichend  | ausreichend                      | akzeptabel   | ideal                    | ideal   |
| DVD-Audio 5.1 | unzureichend | ausreichend                      | unzureichend | ideal                    | ideal   |

## Verbreitung
Die DVD-A ist derzeit (2024) praktisch vom Markt verschwunden. Im deutschen Absatzmarkt werden, zusammen mit der wesentlich weiter verbreiteten SACD und über alle Musik-Genres hinweg, ca. 100.000 Tonträger pro Jahr (Stand 2021, entspricht 0,3 % des Gesamtmarktes) verkauft, mit stark sinkender Tendenz. Im Gegensatz zur DVD-A, die zu keiner Zeit einen entscheidenden Durchbruch erzielen konnte, war die SACD zwischenzeitlich im Klassikbereich und bei Filmmusiken vergleichsweise erfolgreich. Das Format der DVD-A richtete sich, aufgrund der besseren technischen Möglichkeiten, in erster Linie an Musik-Enthusiasten. Diese legen, bei digital vertriebener Musik, Wert auf die besseren Eigenschaften von höherer Abtastrate und besserer Auflösung. Mittlerweile werden vergleichbar hochqualitative Musikaufnahmen, auch ohne den Gebrauch von physischen Medien, in speziellen Hi-Res-Audio-Formaten wie ALAC, AIFF, FLAC, WAV mit PCM-Rohdaten oder DSD zum Download angeboten.

## Software für den PC
Mittlerweile ist die DVD-Audio auch am PC einsetzbar – ganz im Gegensatz zum Hauptgegenspieler, der SACD, deren HD-Layer dort nicht einmal lesbar ist.

### Zum Abspielen
- PowerDVD
- WinDVD
- Creative MediaSource DVD – Audio-Player (für Creative Audigy und X-Fi Soundkarten)
- ShaPLAY (Freeware)
- foobar2000[4] – zur Wiedergabe, Archivierung und mehr
- VLC media player ab Vers. 1.1.x (GPL)

### Zum Erstellen
- Cirlinca DVD-Audio Solo / Cirlinca HD Audio Solo
- CubeDVD-A
- DigiOnAudio
- Minnetonka discWelder / Minnetonka-SurCode-MLP-Encoder
- Samplitude
- WaveLab, MLP Encoder wird nicht mitgeliefert (etwa 2.500 € extra)
- dvda-author (Open Source)
- Burn[5] für OS X (Open Source)